# Strandsjön, Hälsingland
Strandsjön var en sjö, nu våtmark, i Hudiksvalls kommun i Hälsingland och ingår i Delångersåns huvudavrinningsområde. Sjön är 2 meter djup, har en yta på 0,0684 kvadratkilometer och befinner sig 81,2 meter över havet. Sjön avvattnas av vattendraget Storån (Hårån).

## Delavrinningsområde
Strandsjön ingår i det delavrinningsområde (685236-153960) som SMHI kallar för Mynnar i Klubboån. Medelhöjden är 90 meter över havet och ytan är 3,06 kvadratkilometer. Räknas de 16 avrinningsområdena uppströms in blir den ackumulerade arean 79,61 kvadratkilometer. Storån (Hårån) som avvattnar avrinningsområdet har biflödesordning 3, vilket innebär att vattnet flödar genom totalt 3 vattendrag innan det når havet efter 49 kilometer. Avrinningsområdet består mestadels av skog (64 procent) och jordbruk (20 procent). Avrinningsområdet har 0,08 kvadratkilometer vattenytor vilket ger det en sjöprocent på 2,6 procent. Bebyggelsen i området täcker en yta av 0,1 kvadratkilometer eller 3 procent av avrinningsområdet.